# Marcus Ericsson
Marcus Thorbjörn Ericsson, mais conhecido como Marcus Ericsson (Kumla, 2 de setembro de 1990) é um automobilista sueco que atualmente compete na IndyCar Series pela equipe Andretti Global. Ele foi o vencedor das 500 Milhas de Indianápolis de 2022. O piloto está na IndyCar desde 2019, quando estreou pela Schmidt Peterson Motorsports, e foi da Chip Ganassi Racing por quatro temporadas, de 2020 a 2023. Anteriormente, ele competiu na Fórmula 1 entre 2014 e 2018 pelas equipes Caterham e Sauber.

## Carreira
Nascido em Kumia, sua história no automobilismo começou quando, em 1998, e, por acaso, entrou num kart e por pouco não bateu o recorde da pista. O dono do autódromo, o ex-piloto de Fórmula 3000 e da Indy Lights, Fredrik Ekborn, se impressionou e convenceu o pai, Tomas Ericsson, a comprar um kart para o menino. No ano seguinte, participou da série sueca do Cadetti 1999, com 6 pódios em 7 corridas. Em 2000, começou a correr num nível mais elevado, a categoria Micro, pela equipe Ward Racing, e ganhou o prêmio de “Calouro do Ano”. Em 2001, foi 3º colocado no campeonato sueco de kart e, nas suas palavras, “nesse momento senti fortemente que correr era meu negócio”. Em 2001, Marcus avançou para a categoria Mini, “um aprendizado que realmente valeu a pena” e, em 2003, entre 100 competidores da sua classe, ganhou o campeonato sueco, com várias das poles positions transformadas em vitórias.
Em 2004, o jovem sueco iniciou a carreira internacional, disputando campeonato aberto da Itália, ao mesmo tempo em que continuava a correr na Suécia, terminando em 4º no campeonato nacional e 3º no Troféu Tom Trana, em homenagem a piloto de rali sueco, falecido em 1991. Em 2005, continuou a correr na Suécia e na Itália. Na Suécia, foi campeão nacional, com 4 vitórias e a conquista do título com 2 corridas de antecipação; em Gotemburgo, venceu o campeonato nórdico e ainda foi 2º no Torneio da Indústria, todos da ICA Júnior. Na Itália, foi 3º no Aberto Italiano de Masters.
Na sua autobiografia, Marcus diz que 2006 foi o tempo de algumas mudanças, com a sua ida para a série ICA: correu somente em nível internacional, com uma exceção, o Troféu Viking, em Gotemburgo, a maior corrida do ano na Escandinávia, onde se encontrou com Kenny Brack, campeão da IndyCar de 1998 e vencedor das 500 Milhas de Indianápolis de 1999, a quem ele já havia sido recomendado por Fedrick Ekborn. Brack diz que ele não venceu a corrida porque seu motor explodiu a duas voltas do final, mas ficou claro que ele era o melhor na pista. Esperava o momento de ultrapassar, tinha paciência, mas quando decidia, o fazia perfeitamente. “Lembrou-me estar vendo Alain Prost”, conclui Brack.

### Fórmula BMW

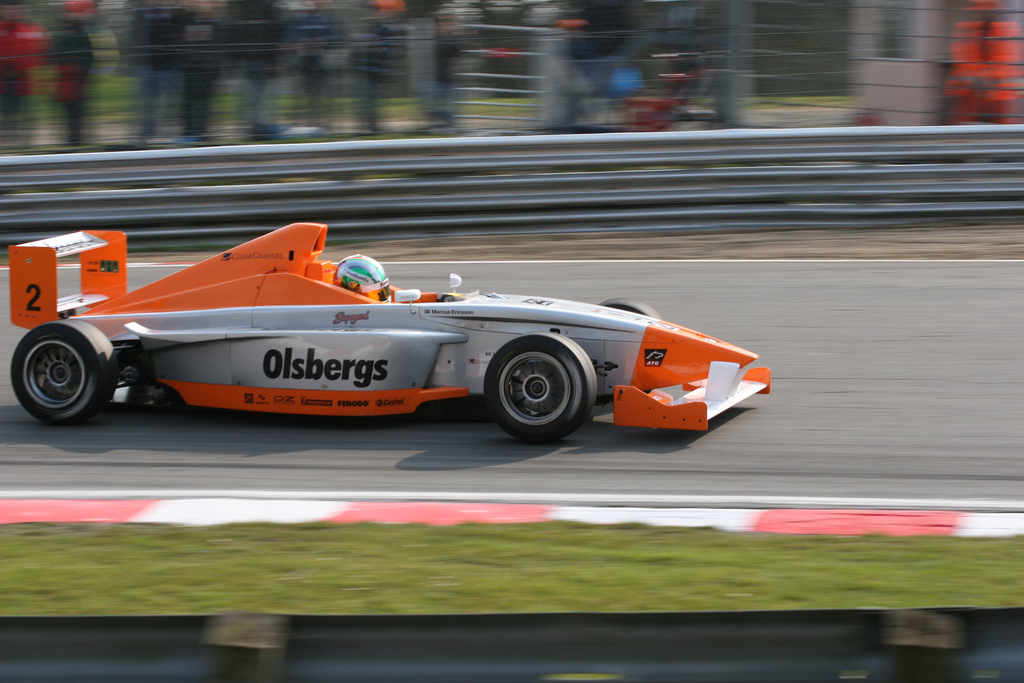
Ericsson na Fórmula BMW em 2007.

Depois da corrida, Kenny e Eje Elgh, ex-piloto sueco da Fórmula 1, ofereceram apoio para que passasse do kart para carros de Fórmula, ele aceitou e logo fez seus primeiros testes na Fórmula BMW, na avaliação dele, “um estilo de pilotagem muito diferente do kart”. Brack fez contato com Richard Dutton, chefe da Fortec Motorsport, e o convenceu a colocar Marcus no campeonato da Formula BMW do Reino Unido, e 2007. Ele foi o 4º no grid e venceu logo na estreia; terminou 16 das 18 corridas entre os 5 primeiros; fez 6 voltas mais rápidas; 11 poles, 7 delas consecutivas nas últimas 7 provas, e conquistou o título, com 676 pontos, 40 a mais do que o 2º colocado. Pela performance foi eleito o “calouro do ano” e já no dia seguinte à entrega do prêmio fez o primeiro teste para a Fórmula 3.

### Fórmula 3

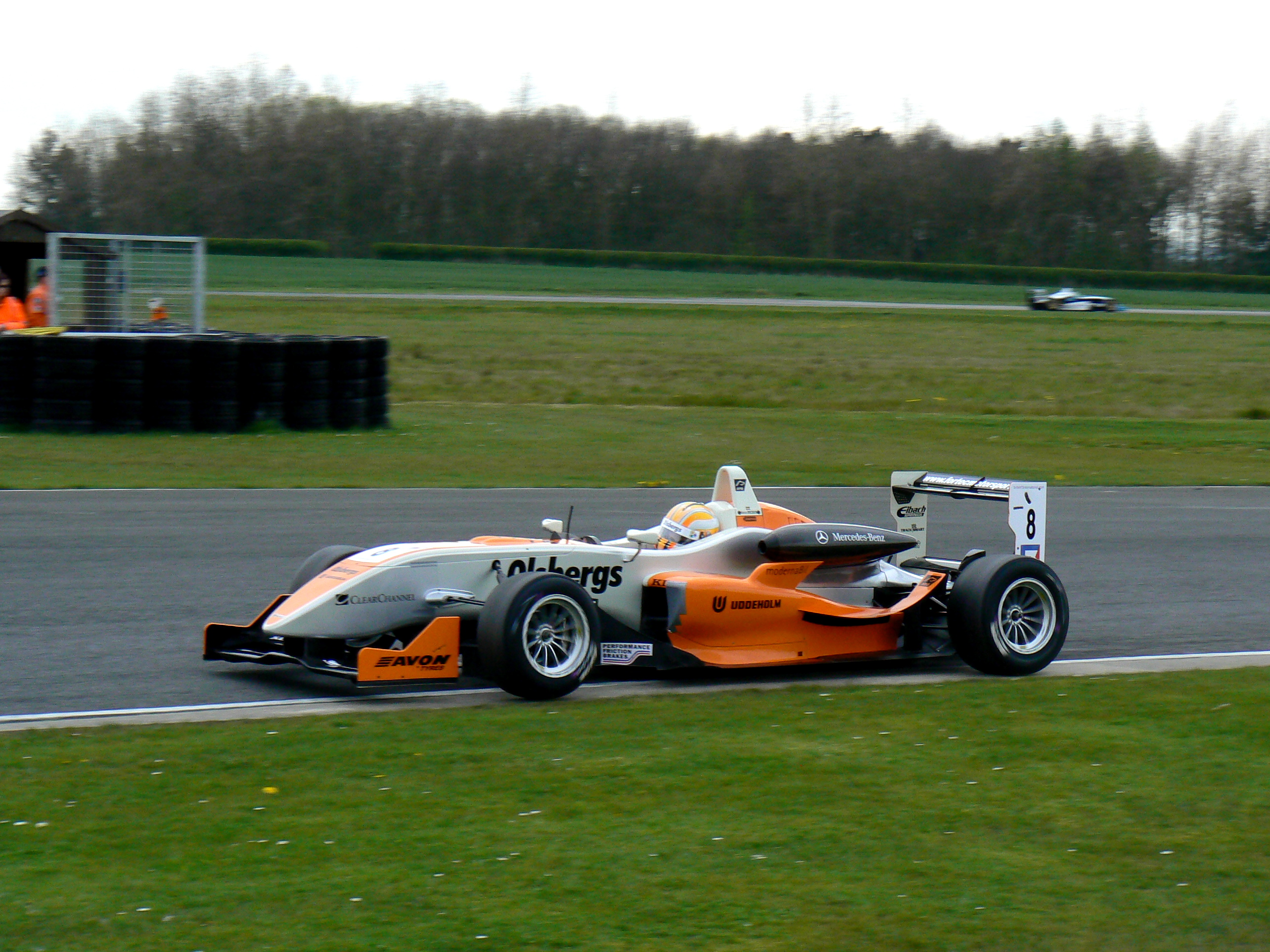
Ericsson na Fórmula 3 em 2008.

Em 2008, o sueco disputou o campeonato da F3 inglesa, ainda pela Fortec, e, com 2 poles positions, 4 voltas mais rápidas e 5 pódios (quatro 2ºs lugares e um 3º) e foi o 5º colocado, com 141 pontos, contra 251 do campeão, o espanhol Jaime Alguersuari. No dia 15 de novembro, correndo pela equipe inglesa Carlin Motorsport Marcus não chegou a completar a primeira volta do GP de Macau. No final do ano, Marcus assinou contrato com a equipe japonesa TOM’s, da Toyota, para disputar o campeonato da F3 do Japão de 2009.
E 2009 foi um ano que Marcus considera dos mais difíceis, mas também dos melhores da carreira dele. Começou com a mudança para o Japão, e o desafio de um país com costumes muito diferentes. E enfrentou, também, um estilo de corrida a que não estava acostumado, tanto que teve dificuldades no começo e só na 6ª corrida conseguiu a primeira vitória. Depois dessa, vieram mais 4, a decisiva delas na última etapa do campeonato, no dia 26 e 27 de setembro, no circuito de SUGO, na cidade de Murata, onde foi 2º no primeiro dia e ganhou a corrida do domingo, superando o seu companheiro de equipe, Takuto Iguchi.
Em resumo, o piloto sueco participou de 16 corridas, em 8 etapas, pelos diversos circuitos japoneses, com 5 vitórias, 9 voltas mais rápidas e 5 poles position. Conquistou o título, com 112 pontos, contra 102 de Takuto Iguchi. Paralelamente, Marcus fez 6 das 20 corridas da F3 inglesa: no dia 31 de maio, correu no circuito inglês de Rockingham, onde fez a pole e venceu a segunda corrida do dia; em 6 e 7 de junho, participou da etapa de Hockenheim, na Alemanha, e venceu a prova de sábado e a 20 de setembro, correu em Brands Hatch. Com 65 pontos, foi o 11º colocado na classificação final, à frente de 5 concorrentes que correram todas as provas do campeonato.

### GP2 Series

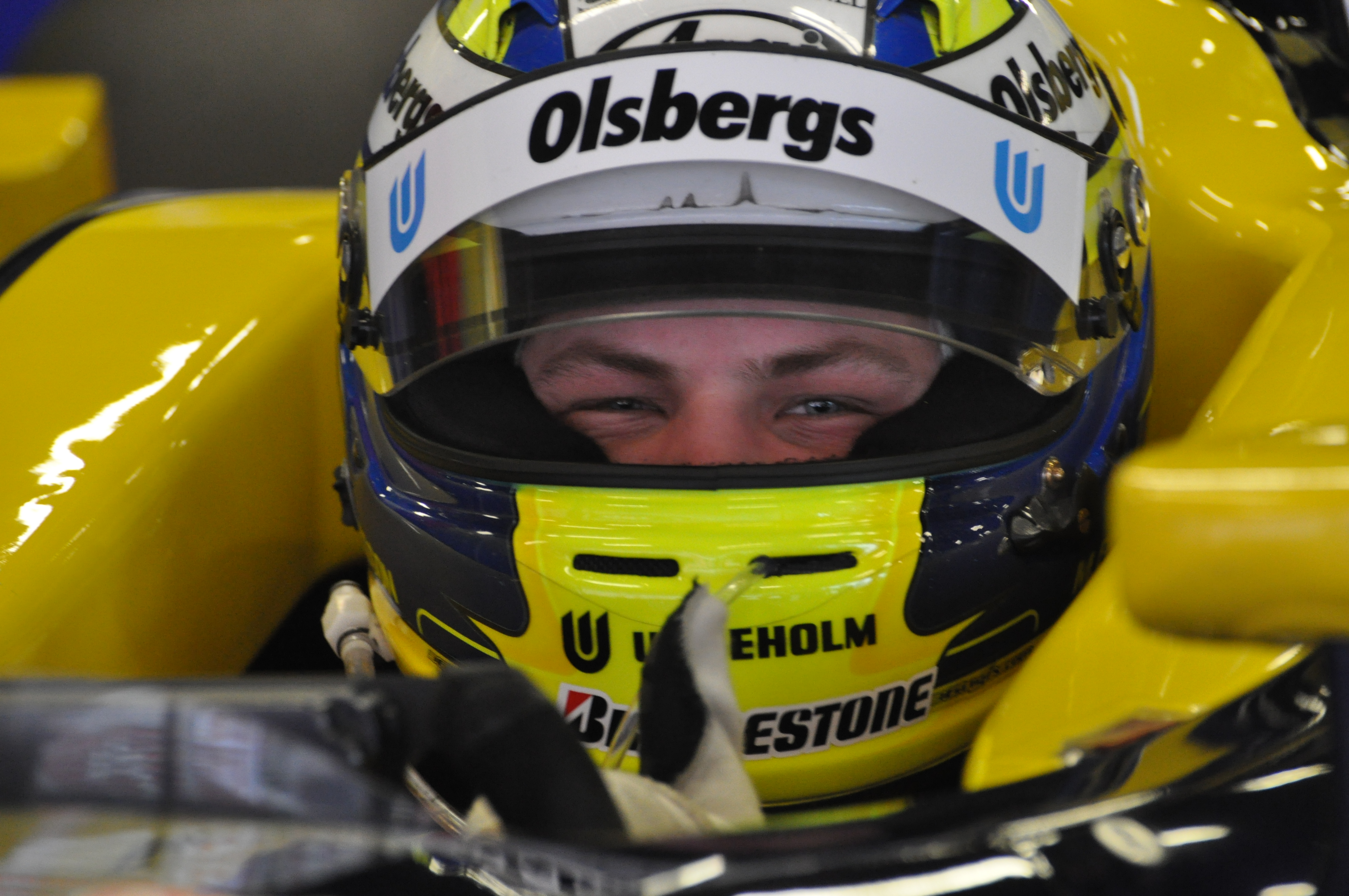
Marcus Ericsson em 2010

Nos dias 31 de outubro e 1º de novembro, Marcus disputou a etapa de Abu Dhabi da série da GP2 Asia Series, pela equipe ART, ocupando a 11ª colocação na primeira corrida e a 12ª na prova seguinte. Em fevereiro e março, correu as outras três etapas do torneio, mas pela Supernova, e terminou na 24ª colocação. No dia 22 de dezembro, Marcus correu o 56º GP de Macau, obtendo a pole position na classificação; o 2º lugar no sprint, à frente de gente como Valtteri Bottas e Daniel Ricciardo, Max Chilton e Jules Bianchi, e em 4º, na corrida principal.
O ano de 2009 terminou com dois grandes acontecimentos na carreira de Marcus: andou no carro campeão do ano da F1, da Brawn GP, nos três dias de teste para jovens pilotos, em Jerez de La Frontera, na Espanha, e, finalmente, assinou contrato com a equipe Supernova, para a temporada da GP2 de 2010.

Na primeira temporada pela GP2 Series, Ericsson não marcou pontos nas três etapas iniciais: foi 11º e não completou, na Espanha; 12º e 9º, em Mônaco, e não completou as duas corridas da Turquia. Em Valência, porém, o sueco, depois de chegar em 7º na prova e sábado, conquistou a primeira vitória, no domingo, superando, entre outros pilotos que viriam correr na F1, Giedo van der Garde, Pastor Maldonado, Charles Pic, Jerome D’Ambrosio, Sergio Pérez e Max Chilton. Nas 12 corridas seguintes, no entanto, suas melhores colocações foram um 6º lugar na Alemanha, e um 7º, na Bélgica e ele terminou o campeonato em 17º, com 11 pontos. Os primeiros colocados foram Pastor Maldonado (87), Sergio Pérez (71) e Jules Bianchi (52).

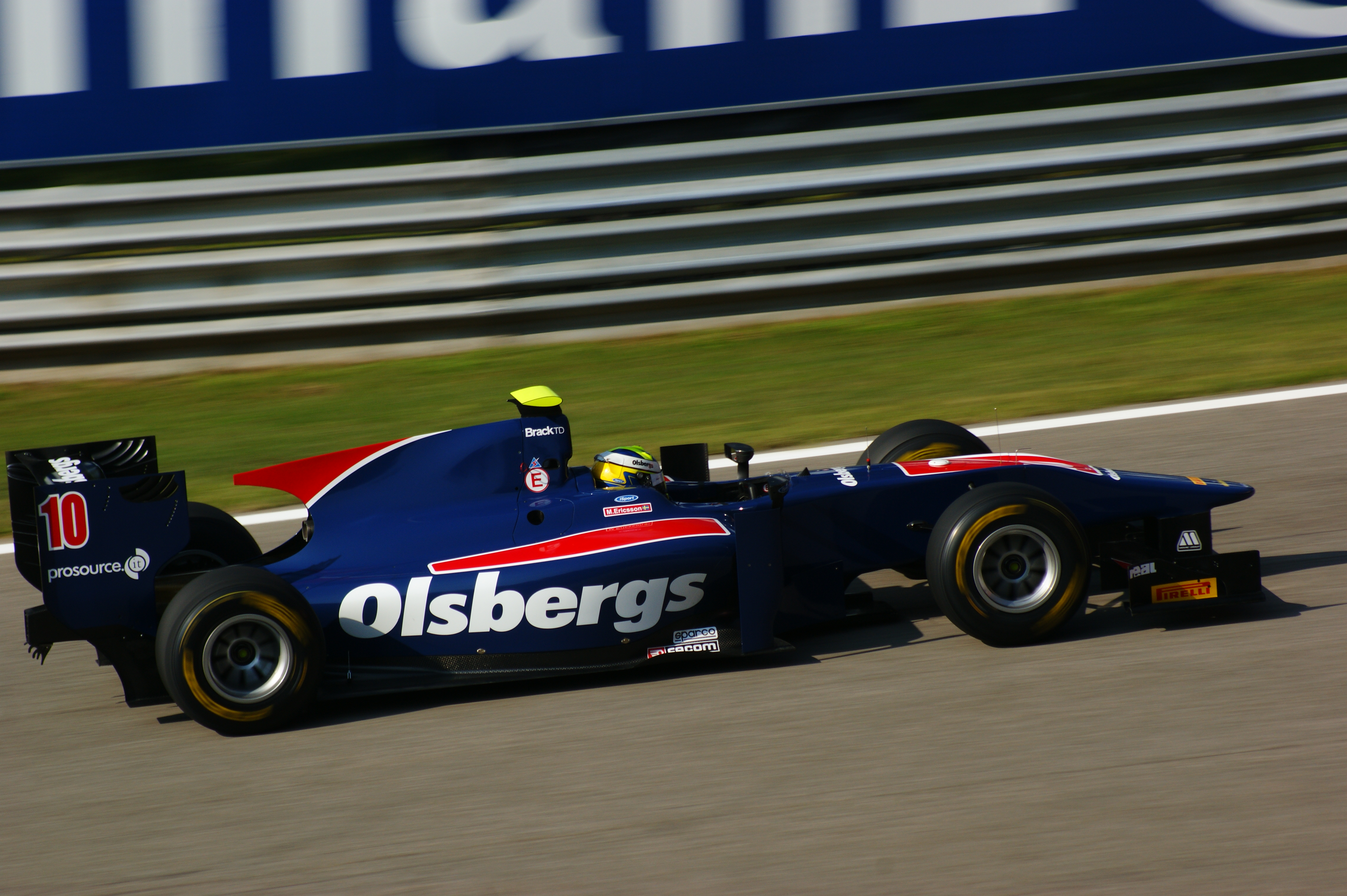
Ericsson na GP2 Series em 2011.

Em 2011, Marcus voltou a mudar de equipe e passou a correr pela equipe inglesa iSport. Começou o ano disputando a GP2 Ásia, que, devido ao cancelamento das duas etapas do Barém, teve apenas 4 provas, 2 em Abu Dhabi e 2 em Monza. Ele fez a pole position e ficou em 3º na segunda corrida de Yas Marina, mas foi 16º e 10º em Monza, terminando o torneio na 6ª colocação, com 9 pontos. No campeonato da GP2, a iSport teve problemas internos e, além disso, o carro não rendeu o que esperava. A equipe produziu rapidamente um novo carro, mas os resultados não foram muito melhores e Marcus terminou a temporada em 10º lugar, com 25 pontos (na GP2, só os 6 primeiros colocados recebem pontos, de 1 a 6). Ele não completou as 2 provas de Mônaco; a primeira de Valência, por causa e uma colisão que envolveu 5 carros na largada e corrida de sábado na Bélgica. As melhores colocações foram dois terceiros lugares em Montmeló e em Silverstone. Nos dias 12 e 13 de novembro, Marcus participou de uma rodada extra, que a FIA chamou de GP2 Final, em Abu Dhabi. Foi 4º na primeira corrida e 2º na segunda e, com 10 pontos, foi o segundo colocado.

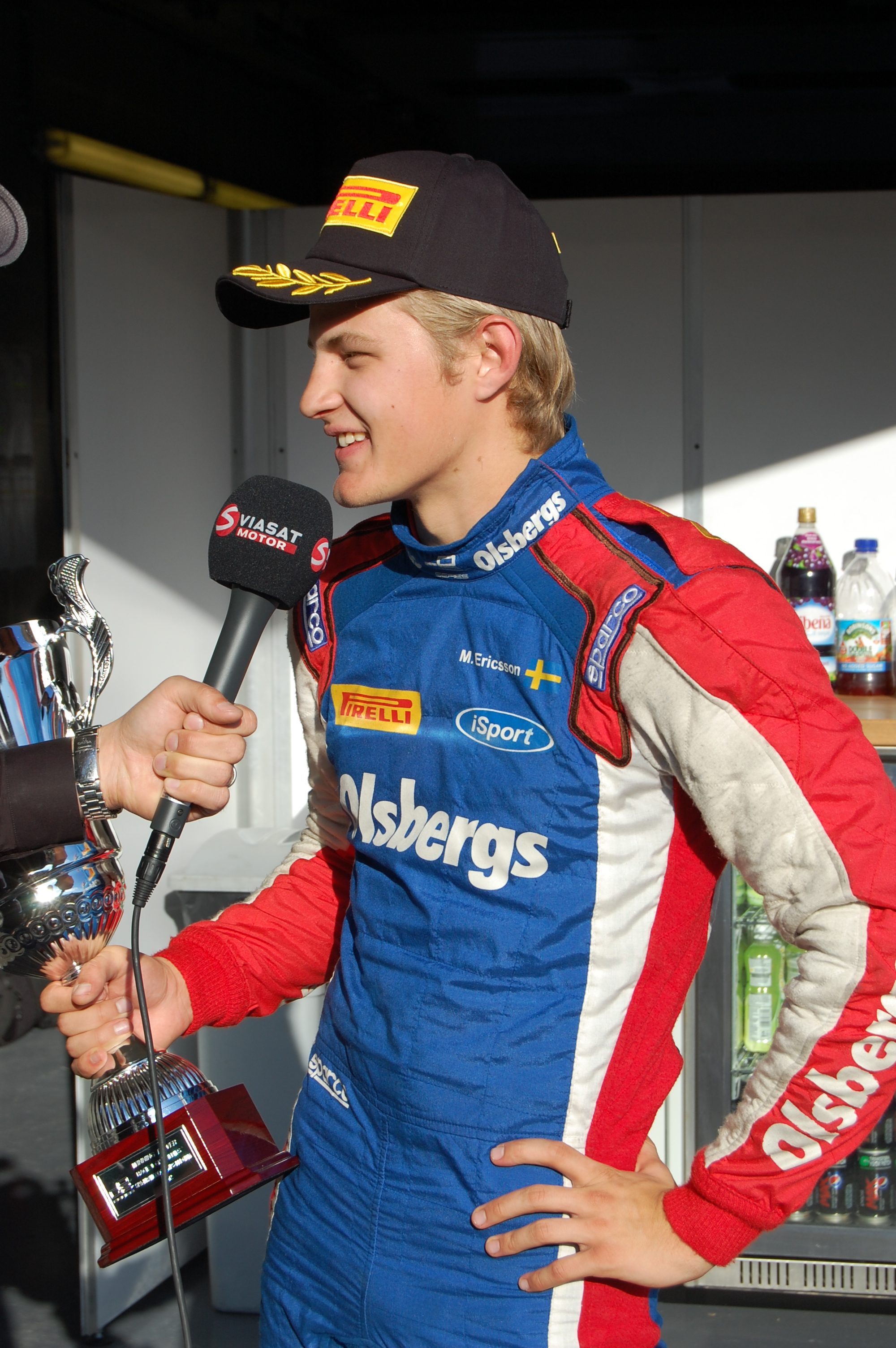
Ericsson em 2012

Ericsson iniciou a temporada de 2012 disposto a lutar pelas primeiras posições, mas o desejo não se transformou em resultados na pista. Nas primeiras oito corridas esteve sempre no pelotão intermediário e apenas dois 7ºs lugares só na 9ª prova começou a melhorar, com o 2º lugar em Mônaco e Valência. Nas últimas seis corridas, subiu mais três vezes ao pódio, com um vitória na Bélgica, um 3º lugar na Itália e um 2º em Cingapura e com 124 pontos, ficou no 8º lugar. O campeão foi o italiano Davide Valsecchi, com 247 pontos, seguido do brasileiro Luiz Razia, com 222. No final da temporada, o sueco acertou a transferência para a equipe francesa DAMS (de Driot-Arnoux Motorsport), pela qual passou a correr em 2013.
Na sua quarta temporada na GP2, Ericsson não mostrou grandes progressos em relação ao ano anterior, passou do 8º para o 6º lugar, mas fez três pontos a menos, 121. O início do campeonato foi pior ainda do que o anterior. Das 8 primeiras corridas, não completou 4 e a melhor colocação foi o 11º lugar na Inglaterra, depois de sair da pole position. A partir da vitória na corrida de sábado na Alemanha, os resultados melhoraram e ele foi mais 4 vezes ao pódio (Hungria, Bélgica, Cingapura e Abu Dhabi).

## Fórmula 1

### Caterham

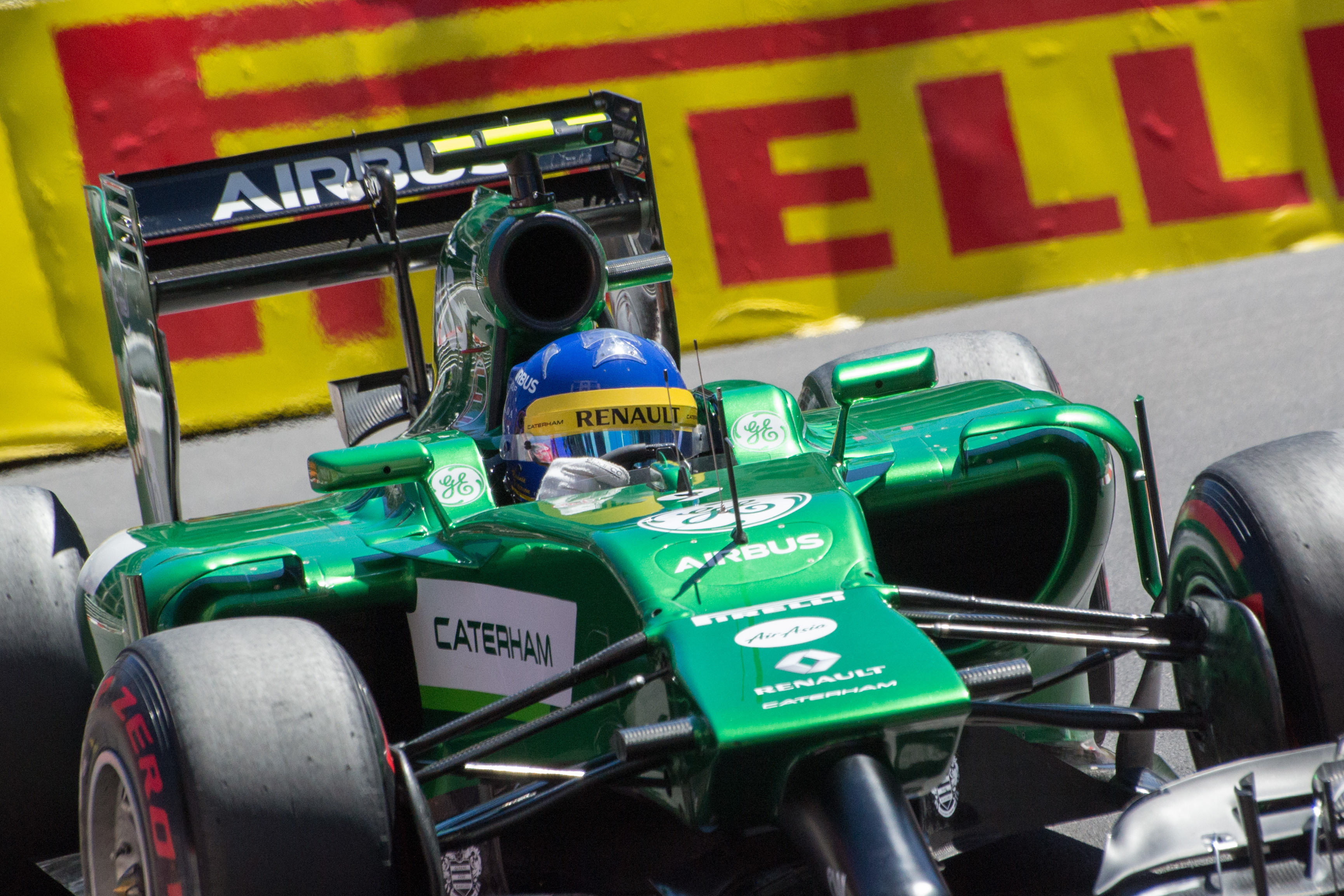
Ericsson pilotando a Caterham durante o Grande Prêmio de Mônaco de 2014.

Ericsson foi anunciado como piloto titular da equipe de Fórmula 1 Caterham a menos de duas semanas antes do início da Temporada de Fórmula 1 de 2014 tendo como companheiro de equipe o japonês Kamui Kobayashi. Seu melhor resultado foi em Mônaco, quando ficou em 11º. Atuou até o GP da Rússia, quando a Caterham se ausentou das etapas dos Estados Unidos e do Brasil, devido aos problemas financeiros e a intervenção legal que sofreu. A equipe só retornou em Abu Dhabi, com Kobayashi e Will Stevens pilotando seus carros. 
Assim, Ericsson só participou de dezesseis das dezenove etapas de 2014, e ele terminou o ano em décimo nono, sem pontos, mas foi o melhor da equipe, ficando à frente de Kobayashi, Stevens e André Lotterer, que substituiu o japonês na etapa da Bélgica.

### Sauber

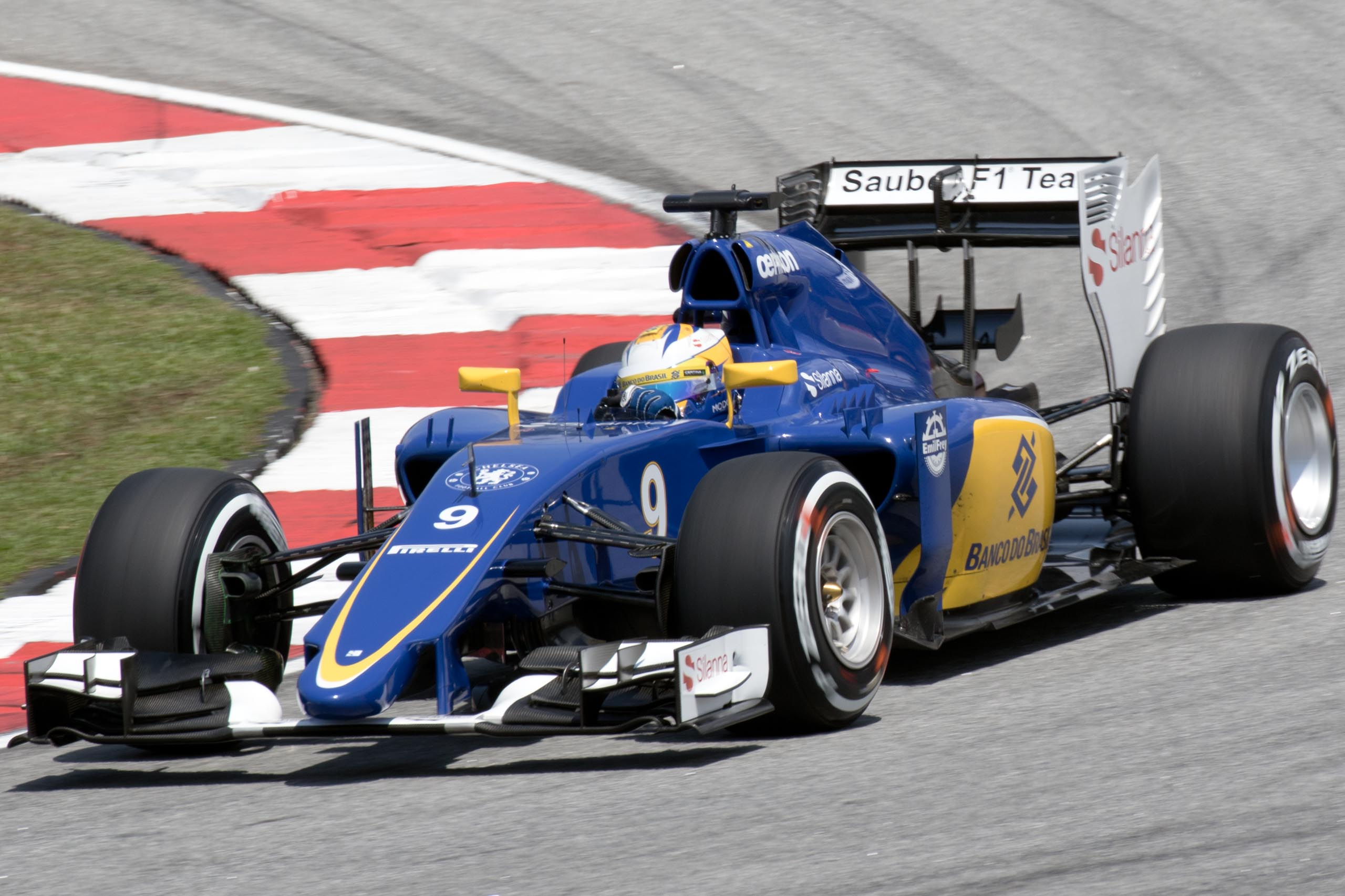
Ericsson durante os treinos livres do GP da Malásia de 2015

Durante a realização do GP dos Estados Unidos, Ericsson foi anunciado oficialmente como piloto da Sauber para a temporada de 2015. Em sua primeira temporada na equipe suíça, Ericsson aproveitou as oportunidades para pontuar, mas não fez o suficiente para se igualar ao companheiro de equipe, Felipe Nasr. No meio da temporada, Ericsson conseguiu ficar à frente de Nasr em três corridas: Inglaterra, Bélgica e Itália, com o piloto sueco creditando sua melhora a uma mudança de postura e da forma de acertar seu carro. Mas, no final, terminou no 18º lugar, com apenas 9 pontos, enquanto o brasileiro foi o 13º, com 27 pontos.

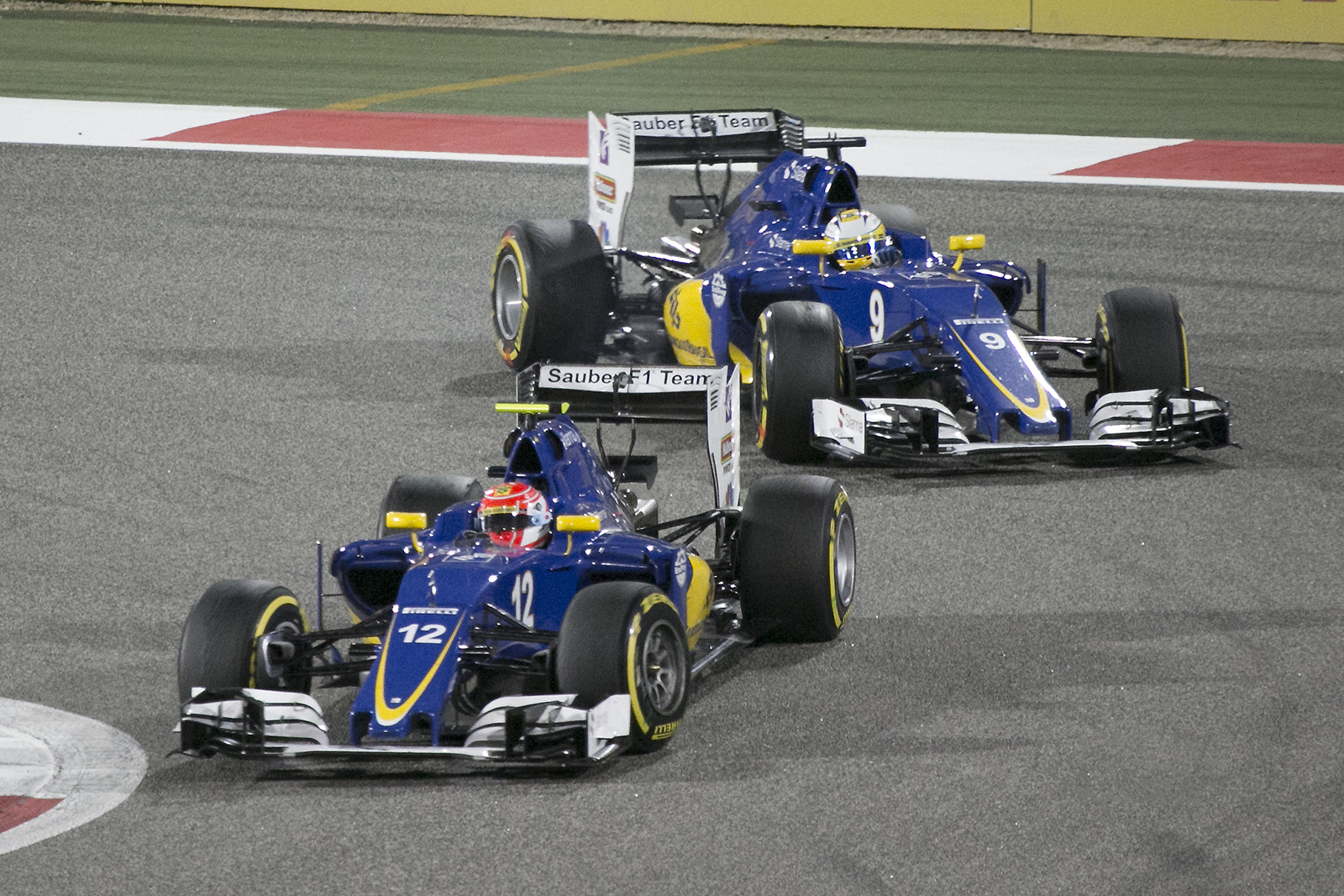
Nasr e Ericsson guiando os carros Sauber C35 no Barém em 2016

Em 23 de julho de 2015, a equipe prorrogou seu vínculo, assim como o de seu companheiro de equipe Felipe Nasr, até o fim da temporada de 2016. Seu melhor resultado no ano foi um décimo primeiro lugar na etapa do México. Ericsson não marcou pontos, ao contrário de Nasr, mas o superou nas classificações (12 a 7 para o sueco) e na maioria das corridas, com Ericsson ficando à frente de Nasr em 9 das 13 corridas que ambos completaram. O brasileiro alegou que seu carro sofria de problemas crônicos, ao contrário do que Ericsson dirigia, mas o sueco se defendeu dizendo que na verdade, o desempenho dele era uma mostra de que ele era "melhor" do que Nasr, e que o sistema de pontos da F1 não fazia justiça ao que os pilotos realizavam na pista.
Posteriormente, Nasr detalhou ao público o favorecimento que Ericsson recebia da equipe, que foi intensificado após empresas suecas comprarem participações da Sauber, afirmando que os novos sócios interferiram no quadro de funcionários e beneficiando Ericsson ao fazer com que este fosse o primeiro a receber atualizações para seu carro, se apropriando de configurações do carro de Nasr, e até sabotando o carro do brasileiro quando ele mostrava um ritmo melhor que o do sueco. A Sauber e Ericsson não comentaram as alegações.

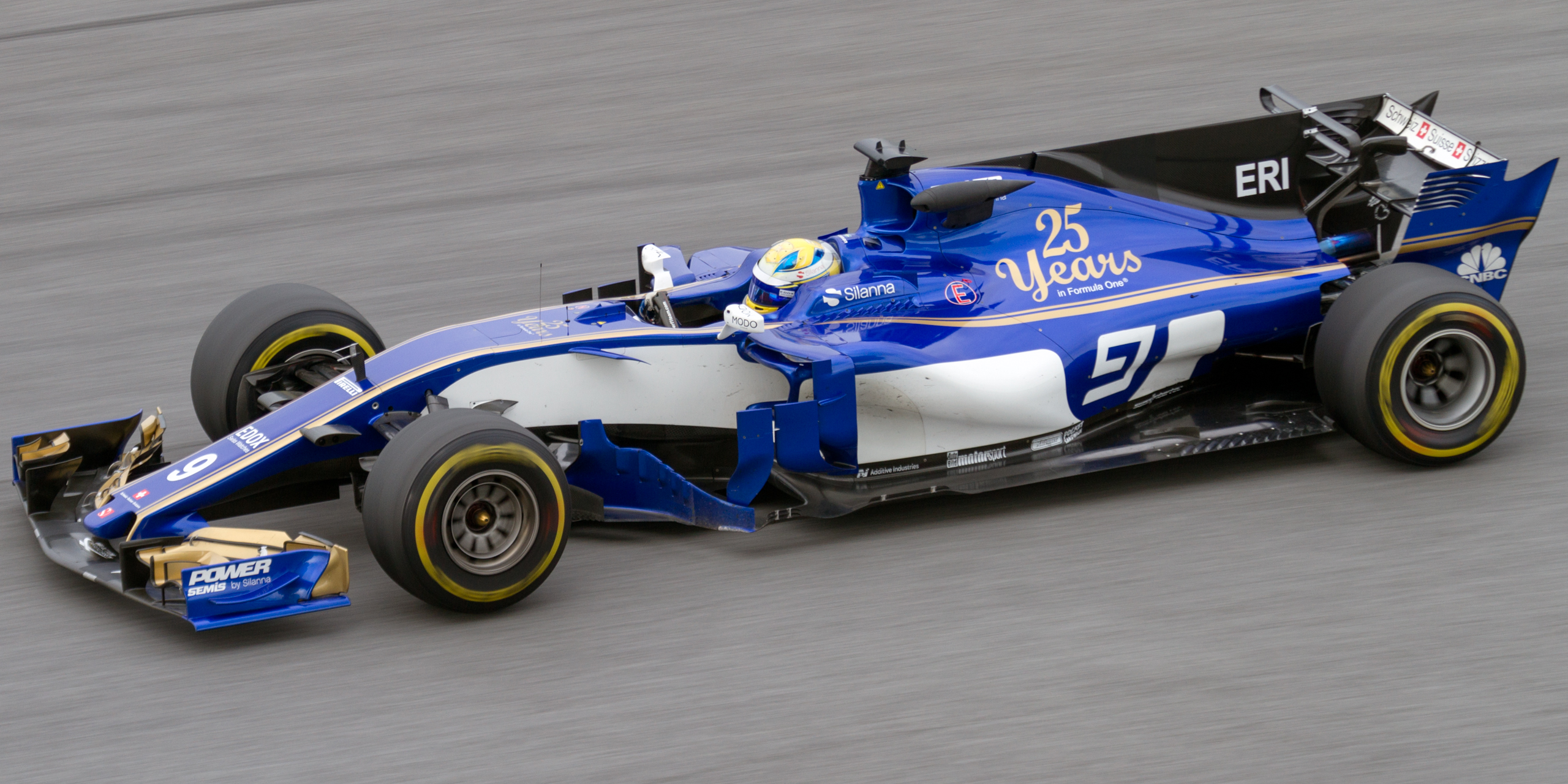
Ericsson durante os treinos livres na pista de Sepang em 2017

Em 21 de novembro de 2016, a Sauber anunciou a permanência de Ericsson para a temporada 2017 de Fórmula 1. Com isso, o sueco correu pelo terceiro ano com a equipe suíça. Seu companheiro passou a ser Pascal Wehrlein, júnior da Mercedes. Seus melhores resultados foram dois décimos primeiros lugares nas etapas da Espanha e do Azerbaijão, e o sueco foi o único piloto que participou de todas as etapas a terminar o ano sem pontos, enquanto Wehrlein obteve cinco. Mesmo assim, o alemão terminou o ano fora da equipe suíça, enquanto o sueco teve seu contrato renovado. Mais uma vez, rumores de favorecimento a Ericsson começaram a serem divulgados, especialmente quando a chefe de equipe da Sauber, Monisha Kaltenborn, foi dispensada, mas o sueco os classificou como "falsos" e "desrespeitosos" com os membros da equipe.

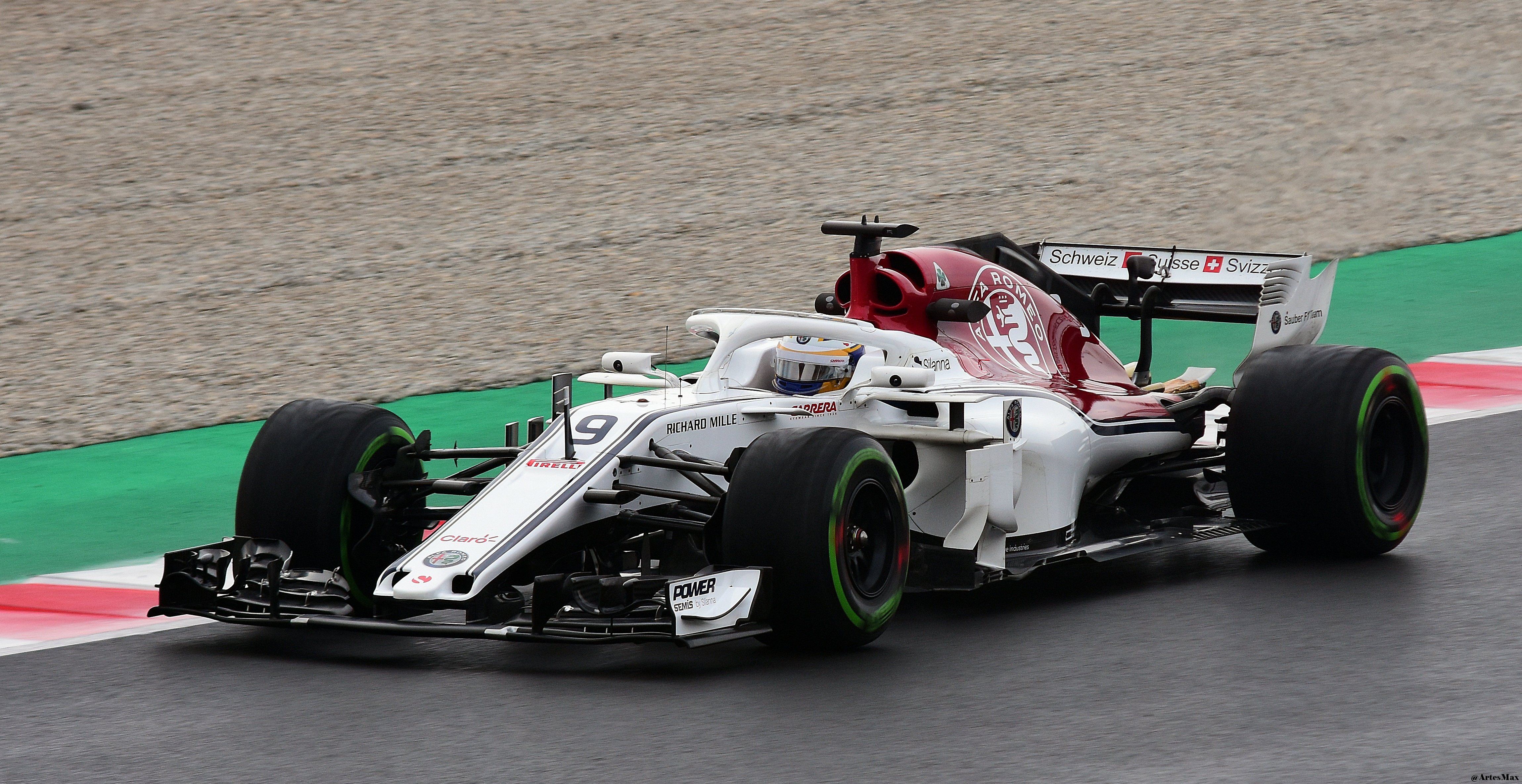
Ericsson testando o C37 em 2018

Em 2018, a equipe intensificou sua parceria com a Ferrari, passou a se chamar Alfa Romeo Sauber, e Ericsson teve como colega de equipe o monegasco Charles Leclerc, campeão da GP3, da Fórmula 2 e membro da Ferrari Driver Academy. Em seu último ano na categoria, o sueco ficou em décimo sétimo e conseguiu marcar 9 pontos, mas ficou muito atrás de Leclerc, que marcou 39 e encerrou o ano na décima terceira posição.
Ao final do ano, Ericsson viu Leclerc se transferir para a Ferrari e as duas vagas da Alfa Romeo serem ocupadas por Antonio Giovinazzi e Kimi Raikkonen. Assim, o sueco seguiu como reserva da equipe para 2019, mas ainda tinha esperanças de retornar à categoria como titular em 2020. Ele participou da sessão de testes dos pneus Pirelli no Red Bull Ring, completando 119 voltas. Ericsson chegou a ser convocado para ficar de prontidão caso Raikkonen não pudesse participar do GP da Bélgica por conta de uma distensão muscular sofrida na véspera, o que obrigou o sueco a se ausentar da etapa de Portland da Indy, mas Kimi se mostrou apto a correr.
Em 2020, Ericsson começou dividindo o posto de reserva com Robert Kubica, recém-saído da Williams. Mas por conta de seus compromissos na Indy, ele deixou o cargo.

## IndyCar

### Schmidt Peterson Motorsport
Em outubro de 2018, Ericsson foi contratado pela Schmidt Peterson Motorsports para pilotar o carro de número 7 na IndyCar Series em 2019. Seu companheiro de equipe foi o canadense James Hinchcliffe. Ericsson afirmou ter como meta vencer uma corrida já em seu ano de estreia, mas seu melhor resultado foi um segundo lugar na corrida 2 de Detroit, e ele encerrou a temporada em décimo sétimo, com 290 pontos.

### Chip Ganassi Racing

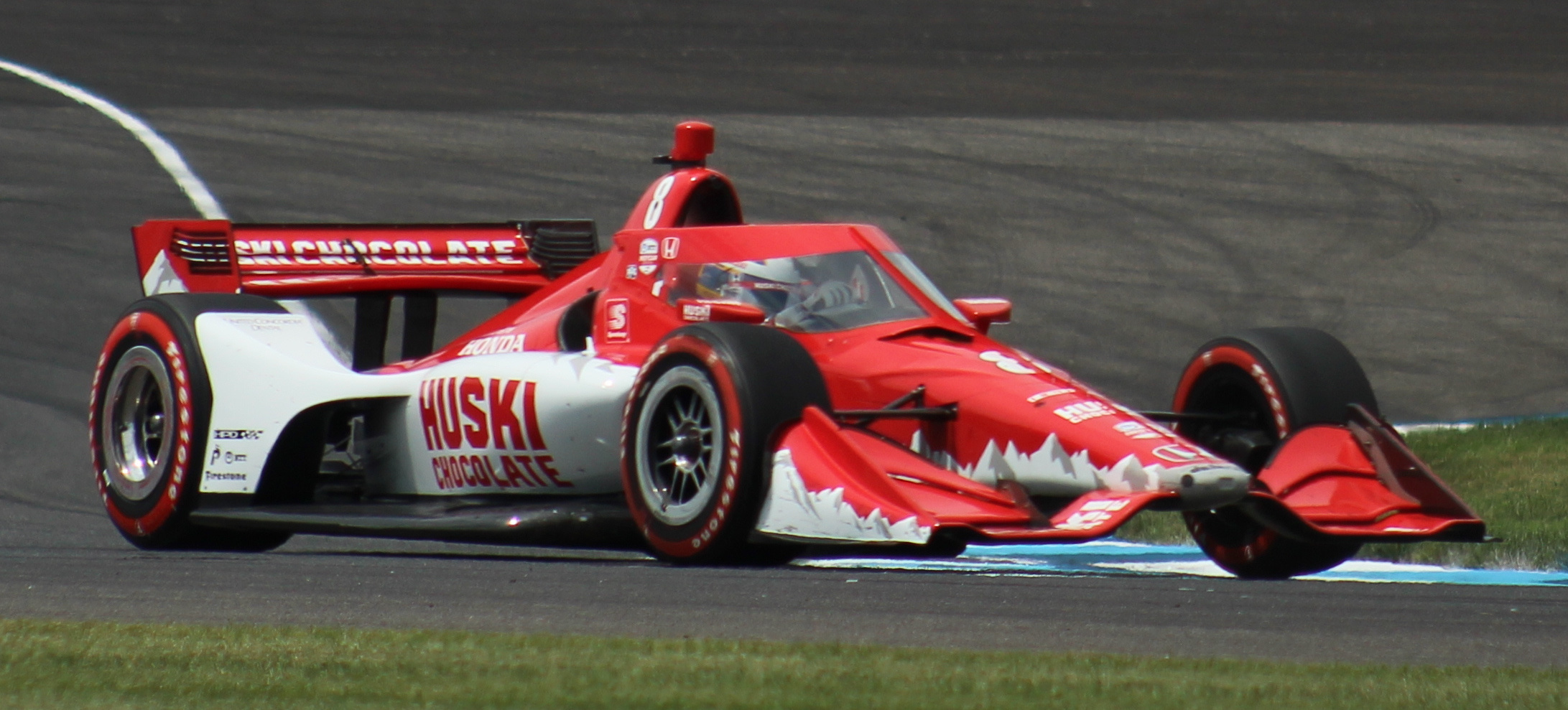
Ericsson dirigindo o carro da Chip Ganassi

Em outubro de 2019, Ericsson anunciou sua transferência para a Chip Ganassi Racing, que inscreveu mais um carro, o de número 8, para comportar o sueco a partir de 2020. Ericsson teve como companheiros de equipe o compatriota Felix Rosenqvist, melhor novato do ano anterior, e o australiano Scott Dixon, que conquistou o seu sexto título naquele ano. Ericsson teve como melhor resultado um quarto lugar na corrida 2 da Road America, que foi vencida por Rosenqvist, e terminou o ano em 12º, com 291 pontos.

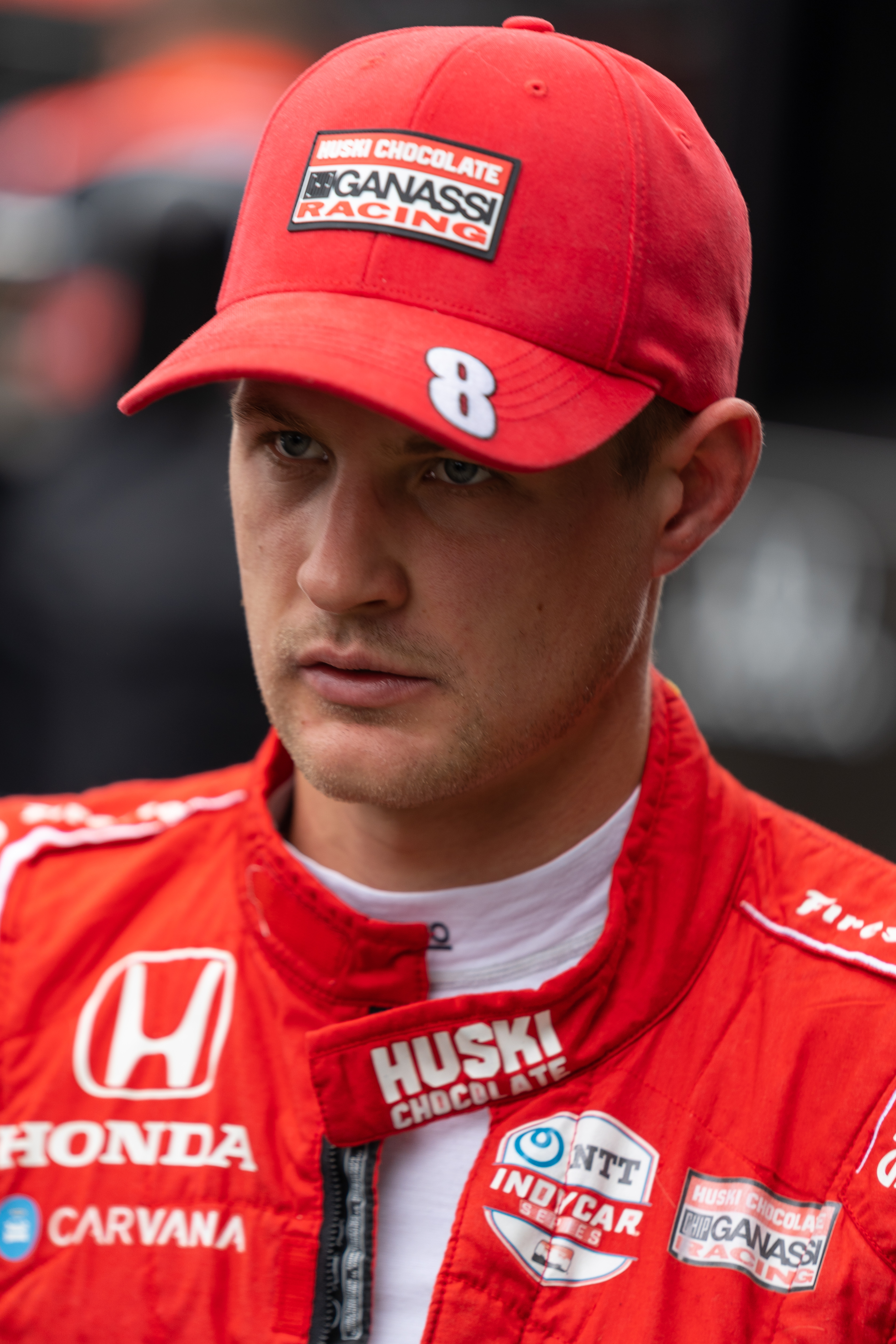
Marcus Ericsson em 2021

Em 2021, Ericsson conquistou sua primeira vitória na categoria na corrida 1 de Detroit, se beneficiando de uma batida de Rosenqvist e de uma pane no carro de Will Power a cinco voltas do fim da prova. Ele fez mais um pódio em Mid-Ohio e venceu novamente em Nashville, superando uma colisão com Sébastien Bourdais no início da prova. Assim, Ericsson encerrou o ano com 435 pontos e em sexto lugar, sua melhor colocação na Indy desde a estreia, mas ficou abaixo dos outros companheiros que fizeram a temporada completa assim como ele: Dixon, que terminou 2021 em quarto, e Álex Palou, o campeão daquele ano
2022 foi um ano especial na carreira de Ericsson, pois ele conquistou sua primeira vitória nas 500 Milhas de Indianápolis. A edição de 2022 foi dominada pela Ganassi, que colocou seus cinco carros no Top 12 e quatro no Top 6. Ericsson largou em sexto, atrás dos outros companheiros de equipe, mas viu Scott Dixon, o então líder da prova, receber uma punição por excesso de velocidade nos pit-stops e a liderança caiu em seu colo. A vitória foi garantida após uma bandeira amarela que Sage Karam provocou nas voltas finais. Após a corrida, ele ironizou os que o criticavam na época em que ele competia na Fórmula 1, dizendo que seu feito não era "nada mal para um pagante". Mas a Indy 500 de 2022 foi a sua única vitória no ano, e Ericsson só fez mais dois pódios, em Texas e em Road America, chegando a liderar o campeonato em alguns momentos. Porém, Will Power o superou, ficando com o bicampeonato, e Ericsson voltou a terminar o ano na sexta colocação, embora tenha feito 506 pontos, 71 a mais do que em 2021. Dentre seus companheiros titulares da Ganassi, Ericsson só ficou a frente do americano Jimmie Johnson (21º colocado). Os outros, Palou e Dixon voltaram a superá-lo, terminando 2022 respectivamente em quinto e em terceiro.

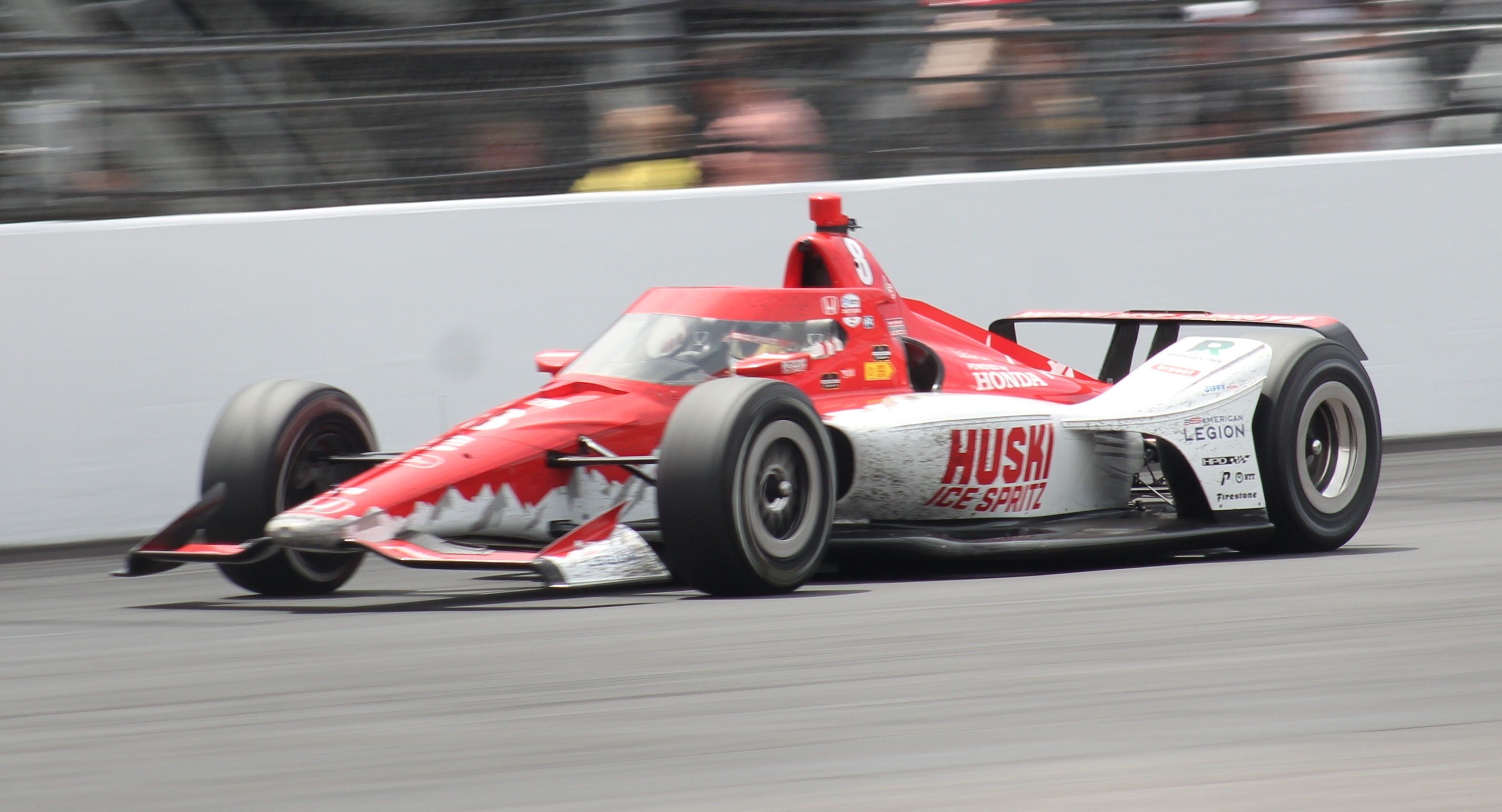
Ericsson durante as 500 Milhas de Indianápolis de 2023

2023 foi a última temporada de Ericsson na Ganassi. Ele entrou no campeonato como um dos favoritos ao título, impulsionado por sua conquista nas 500 Milhas de Indianápolis e por ter liderado alguns testes de pré-temporada. Na primeira prova do ano, ele se beneficiou dos acidentes de Romain Grosjean e Scott McLaughlin e do erro de Pato O'Ward para vencer e assumir a liderança do campeonato. Ele conquistou mais dois pódios, em Long Beach e na Indy 500, onde chegou muito perto de vencer pela segunda vez, mas Josef Newgarden o ultrapassou na última volta. O sueco chegou a figurar como candidato ao título, mas foi perdendo terreno e se desgastou com a Ganassi, ao notar que Scott Dixon e Álex Palou tinham mais regalias do que ele, inclusive carros diferentes para pistas ovais, e ainda ganhavam salários maiores. Ericsson terminou o ano mais uma vez na sexta colocação, fazendo 438 pontos, enquanto Dixon foi vice-campeão e Palou conquistou o bicampeonato. Ao final da temporada, ele cedeu o lugar para o compatriota Linus Lundqvist, campeão da Indy Lights de 2022.

### Andretti Global

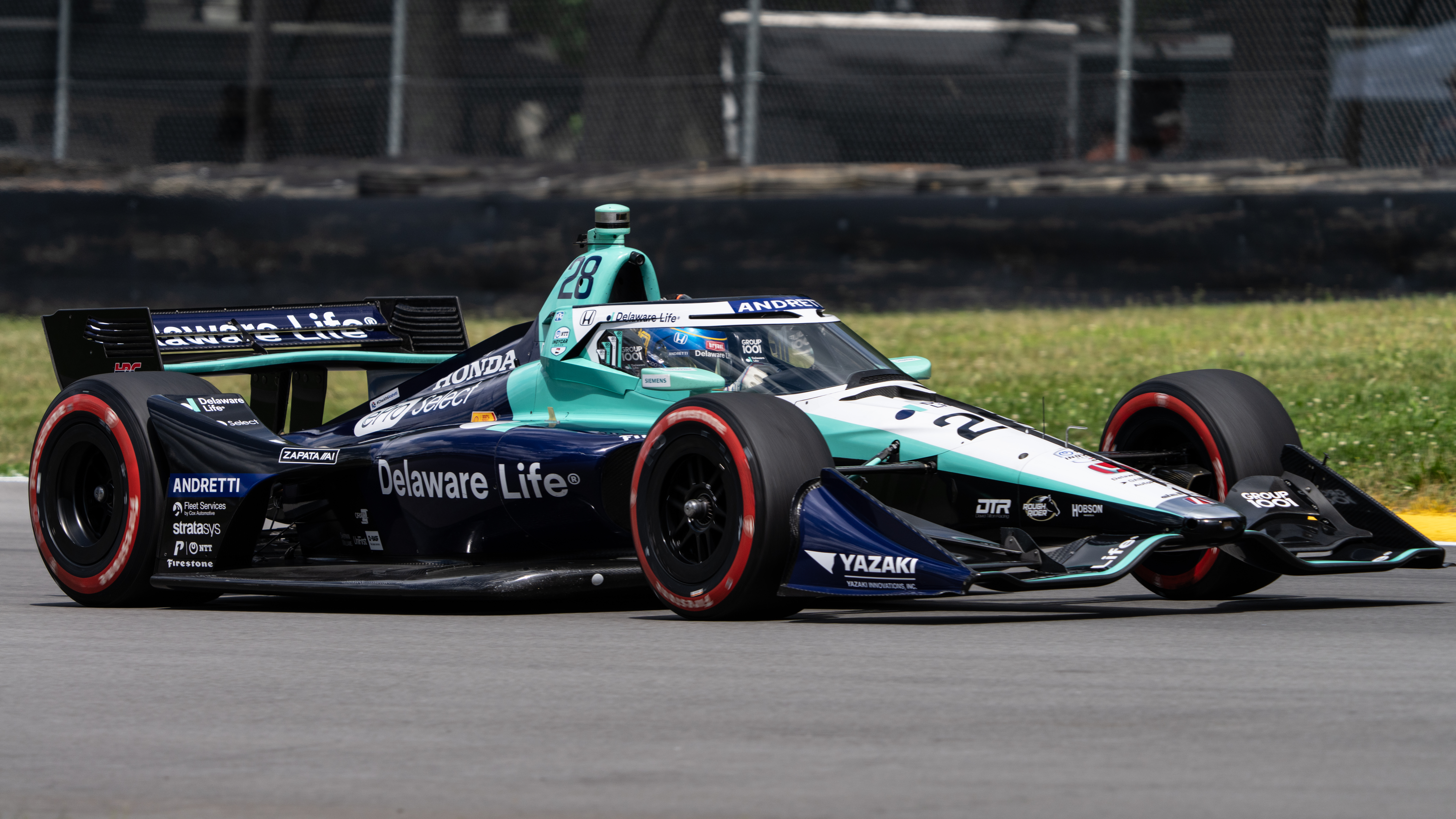
Ericsson pilotando a Andretti na prova de Mid Ohio de 2024

Em agosto de 2023, Ericsson anunciou que seria piloto da Andretti Global a partir de 2024, substituindo Romain Grosjean no carro 28. Seus companheiros de equipe eram os estadunidenses Colton Herta e Kyle Kirkwood. Ericsson afirmou que sua transferência para a Andretti tinha sido por causa de um projeto que o colocaria como líder da equipe, que tentava se juntar à Fórmula 1. Mas seu único pódio no ano foi em Detroit, com direito a uma ultrapassagem sobre Marcus Armstrong nas últimas voltas para terminar em segundo. Assim, Ericsson terminou o ano em décimo quinto, com 297 pontos, ficando atrás de Kirkwood, que fez 420 pontos e ficou em 7º, e de Herta, que obteve 513 pontos e foi vice-campeão.
Ericsson possui contrato para a temporada de 2025, assim como Herta e Kirkwood.

## Resultados

### Resumo da carreira
| Temporada | Categoria                         | Equipe                             | Corridas         | Vitórias         | Poles            | V.M.R.           | Pódios           | Pontos           | Posição          |
| --------- | --------------------------------- | ---------------------------------- | ---------------- | ---------------- | ---------------- | ---------------- | ---------------- | ---------------- | ---------------- |
| 2007      | Fórmula BMW do Reino Unido        | Fortec Motorsport                  | 18               | 7                | 11               | 6                | 13               | 676              | 1º               |
| 2008      | Campeonato Britânico de Fórmula 3 | Fortec Motorsport                  | 22               | 0                | 2                | 4                | 5                | 141              | 5º               |
| 2008      | Grande Prêmio de Macau            | Carlin Motorsport                  | 1                | 0                | 0                | 0                | 0                | N/A              | NC               |
| 2009      | Campeonato Japonês de Fórmula 3   | TOM'S                              | 16               | 5                | 5                | 9                | 11               | 112              | 1º               |
| 2009      | Grande Prêmio de Macau            | TOM'S                              | 1                | 0                | 1                | 0                | 0                | N/A              | 4º               |
| 2009      | Campeonato Britânico de Fórmula 3 | Räikkönen Robertson Racing         | 6                | 2                | 1                | 0                | 3                | 65               | 11º              |
| 2009      | Fórmula 1                         | Brawn GP                           | Piloto de testes | Piloto de testes | Piloto de testes | Piloto de testes | Piloto de testes | Piloto de testes | Piloto de testes |
| 2009–10   | GP2 Asia Series                   | ART Grand Prix                     | 2                | 0                | 0                | 0                | 0                | 0                | 24º              |
| 2009–10   | GP2 Asia Series                   | Super Nova Racing                  | 2                | 0                | 0                | 0                | 0                | 0                | 24º              |
| 2010      | GP2 Series                        | Super Nova Racing                  | 20               | 1                | 0                | 0                | 1                | 11               | 17º              |
| 2011      | GP2 Series                        | iSport International               | 18               | 0                | 0                | 0                | 2                | 25               | 10º              |
| 2011      | GP2 Asia Series                   | iSport International               | 4                | 0                | 0                | 0                | 1                | 9                | 6º               |
| 2011      | GP2 Final                         | iSport International               | 2                | 0                | 0                | 0                | 1                | 10               | 2º               |
| 2012      | GP2 Series                        | iSport International               | 24               | 1                | 0                | 1                | 5                | 124              | 8º               |
| 2013      | GP2 Series                        | DAMS                               | 22               | 1                | 2                | 3                | 5                | 121              | 6º               |
| 2014      | Fórmula 1                         | Equipe Caterham F1                 | 16               | 0                | 0                | 0                | 0                | 0                | 19º              |
| 2015      | Fórmula 1                         | Sauber                             | 19               | 0                | 0                | 0                | 0                | 9                | 18º              |
| 2016      | Fórmula 1                         | Sauber                             | 21               | 0                | 0                | 0                | 0                | 0                | 22º              |
| 2017      | Fórmula 1                         | Sauber                             | 20               | 0                | 0                | 0                | 0                | 0                | 20º              |
| 2018      | Fórmula 1                         | Alfa Romeo Sauber F1 Team          | 21               | 0                | 0                | 0                | 0                | 9                | 17º              |
| 2019      | IndyCar Series                    | Arrow Schmidt Peterson Motorsports | 16               | 0                | 0                | 1                | 1                | 290              | 17º              |
| 2019      | Fórmula 1                         | Alfa Romeo Racing                  | Piloto reserva   | Piloto reserva   | Piloto reserva   | Piloto reserva   | Piloto reserva   | Piloto reserva   | Piloto reserva   |
| 2020      | IndyCar Series                    | Chip Ganassi Racing                | 14               | 0                | 0                | 1                | 0                | 291              | 12º              |
| 2021      | IndyCar Series                    | Chip Ganassi Racing                | 16               | 2                | 0                | 1                | 3                | 435              | 6º               |
| 2022      | IndyCar Series                    | Chip Ganassi Racing                | 17               | 1                | 0                | 1                | 3                | 506              | 6º               |
| 2022      | IMSA SportsCar Championship - DPi | Cadillac Racing                    | 1                | 0                | 0                | 0                | 0                | 275              | 23º              |
| 2022      | Porsche Carrera Cup Escandinávia  | Porsche Experience Racing          | 2                | 0                | 0                | 1                | 0                | 21               | 18º              |
| 2023      | IndyCar Series                    | Chip Ganassi Racing                | 17               | 1                | 0                | 0                | 3                | 438              | 6º               |
| 2023      | Porsche Carrera Cup Escandinávia  | Porsche Experience Racing          | 2                | 0                | 0                | 0                | 0                | 14               | 22º              |
| 2024      | IndyCar Series                    | Andretti Global                    | 17               | 0                | 0                | 2                | 1                | 297              | 15º              |
| 2024      | IMSA SportsCar Championship - GTP | Wayne Taylor Racing com Andretti   | 1                | 0                | 0                | 0                | 0                | 245              | 33º              |
| 2025      | IndyCar Series                    | Andretti Global                    | 0*               | 0*               | 0*               | 0*               | 0*               | 0*               | ?                |

* Temporada ainda em andamento.

### Resultados completos na Fórmula 1
(legenda) 
| Ano  | Equipe                    | Chassis        | Motor                     | 1       | 2       | 3       | 4      | 5      | 6       | 7       | 8      | 9       | 10      | 11      | 12     | 13      | 14      | 15      | 16      | 17     | 18      | 19     | 20      | 21      | Pontos | Posição |
| ---- | ------------------------- | -------------- | ------------------------- | ------- | ------- | ------- | ------ | ------ | ------- | ------- | ------ | ------- | ------- | ------- | ------ | ------- | ------- | ------- | ------- | ------ | ------- | ------ | ------- | ------- | ------ | ------- |
| 2014 | Caterham                  | Caterham CT-05 | Renault Energy F1-2014 V6 | AUS Ret | MAL 14  | BAR Ret | CHN 20 | ESP 20 | MON 11  | CAN Ret | AUT 18 | GBR Ret | ALE 18  | HUN Ret | BEL 17 | ITA 19  | SIN 15  | JAP 17  | RUS 19  | EUA NP | BRA NP  | ABU NP |         |         | 0      | 19º     |
| 2015 | Sauber                    | Sauber C34     | Ferrari 059/4 1.6 V6      | AUS 8   | MAL Ret | CHN 10  | BAR 14 | ESP 14 | MON 13  | CAN 14  | AUT 13 | GBR 11  | HUN 10  | BEL 10  | ITA 9  | SIN 11  | JAP 14  | RUS Ret | EUA Ret | MEX 12 | BRA 17  | ABU 14 |         |         | 9      | 18º     |
| 2016 | Sauber                    | Sauber C35     | Ferrari 061 1.6 V6        | AUS Ret | BAR 12  | CHN 16  | RUS 14 | ESP 12 | MON Ret | CAN 15  | EUR 17 | AUT 15  | GBR Ret | HUN 20  | ALE 18 | BEL Ret | ITA 16  | SIN 17  | MAL 12  | JAP 15 | EUA 14  | MEX 11 | BRA Ret | ABU 15  | 0      | 22º     |
| 2017 | Sauber F1 Team            | Sauber C36     | Ferrari 061 1.6 V6        | AUS Ret | CHN 15  | BAR Ret | RUS 15 | ESP 11 | MON Ret | CAN 13  | AZE 11 | AUT 15  | GBR 14  | HUN 16  | BEL 16 | ITA 18† | SIN Ret | MAL 18  | JAP Ret | EUA 15 | MEX Ret | BRA 13 | ABU 17  |         | 0      | 20º     |
| 2018 | Alfa Romeo Sauber F1 Team | C37            | Ferrari 062 EVO V6        | AUS Ret | BAR 9   | CHN 16  | AZE 11 | ESP 13 | MON 11  | CAN 15  | FRA 13 | AUT 10  | GBR Ret | ALE 9   | HUN 15 | BEL 10  | ITA 15  | SIN 11  | RUS 13  | JAP 12 | EUA 10  | MEX 9  | BRA Ret | ABU Ret | 9      | 17º     |

† Pilotos que não terminaram o Grande Prêmio mas foram classificados pois completaram 90% da corrida.

### Resultados completos na IndyCar Series
(Chave) (Corridas em negrito indicam a pole position; as corridas em itálico indicam a volta mais rápida)
| Ano  | Equipe                             | Chassis      | No. | Motor | 1      | 2       | 3      | 4      | 5      | 6       | 7       | 8     | 9      | 10     | 11     | 12     | 13     | 14     | 15     | 16     | 17     | 18     | Pos. | Pts. | Ref    |
| ---- | ---------------------------------- | ------------ | --- | ----- | ------ | ------- | ------ | ------ | ------ | ------- | ------- | ----- | ------ | ------ | ------ | ------ | ------ | ------ | ------ | ------ | ------ | ------ | ---- | ---- | ------ |
| 2019 | Arrow Schmidt Peterson Motorsports | Dallara DW12 | 7   | Honda | STP 20 | COA 15  | ALA 7  | LBH 20 | IMS 24 | INDY 23 | DET 13  | DET 2 | TXS 7  | ROA 13 | TOR 20 | IOW 11 | MDO 23 | POC 12 | GTW 16 | POR    | LAG 11 |        | 17º  | 290  | [ 32 ] |
| 2020 | Chip Ganassi Racing                | Dallara DW12 | 8   | Honda | TXS 19 | IMS 6   | ROA 10 | ROA 4  | IOW 9  | IOW 9   | INDY 32 | GTW 5 | GTW 23 | MDO 15 | MDO 5  | IMS 10 | IMS 15 | STP 7  |        |        |        |        | 12º  | 291  | [ 34 ] |
| 2021 | Chip Ganassi Racing                | Dallara DW12 | 8   | Honda | ALA 8  | STP 7   | TXS 19 | TXS 12 | IMS 10 | INDY 11 | DET 1   | DET 9 | ROA 6  | MDO 2  | NSH 1  | IMS 9  | GTW 9  | POR 7  | LAG 6  | LBH 28 |        |        | 6º   | 435  | [ 51 ] |
| 2022 | Chip Ganassi Racing                | Dallara DW12 | 8   | Honda | STP 9  | TXS 3   | LBH 22 | ALA 12 | IMS 4  | INDY 1  | DET 7   | ROA 2 | MDO 6  | TOR 5  | IOW 8  | IOW 6  | IMS 11 | NSH 14 | GTW 7  | POR 11 | LAG 9  |        | 6º   | 506  | [ 42 ] |
| 2023 | Chip Ganassi Racing                | Dallara DW12 | 8   | Honda | STP 1  | TXS 8   | LBH 3  | ALA 10 | IMS 8  | INDY 2  | DET 9   | ROA 6 | MDO 27 | TOR 11 | IOW 4  | IOW 9  | NSH 7  | IMS 10 | GTW 10 | POR 7  | LAG 15 |        | 6º   | 438  | [ 47 ] |
| 2024 | Andretti Global                    | Dallara DW12 | 28  | Honda | STP 23 | THE DNQ | LBH 5  | ALA 18 | IMS 16 | INDY 33 | DET 2   | ROA 9 | LAG 10 | MDO 5  | IOW 9  | IOW 23 | TOR 18 | GTW 24 | POR 6  | MIL 27 | MIL 5  | NSH 25 | 15º  | 297  | [ 51 ] |

#### 500 Milhas de Indianápolis
| Ano  | Chassi  | Motor | Largada | Chegada | Equipe                             |
| ---- | ------- | ----- | ------- | ------- | ---------------------------------- |
| 2019 | Dallara | Honda | 13      | 23      | Arrow Schmidt Peterson Motorsports |
| 2020 | Dallara | Honda | 11      | 32      | Chip Ganassi Racing                |
| 2021 | Dallara | Honda | 9       | 11      | Chip Ganassi Racing                |
| 2022 | Dallara | Honda | 5       | 1       | Chip Ganassi Racing                |
| 2023 | Dallara | Honda | 10      | 2       | Chip Ganassi Racing                |
| 2024 | Dallara | Honda | 32      | 33      | Andretti Global                    |